# 솔기핵
솔기핵(raphe nucleus) 또는 봉선핵(縫線核)은 뇌줄기의 정중면을 따라 있는 신경 세포 무리를 통틀어 이르는 말이다. 망상체 활성화 시스템 또는 뇌간 각성계(brainstem activating systems) 중 하나로 세로토닌 계열의 신경핵이다.

## 배측봉선핵
배측봉선핵(dorsal raphe nucleus, DRN)은 솔기핵(봉선핵) 등쪽 등줄핵으로 뇌간 중앙에 위치하며 등줄 핵 중 하나이다. 주둥이(rostral, 부리모양)와 꼬리(caudal) 부분이 있다.

## 같이 보기
- 흑질
- 청반
- 중심회색질

## 참고 문헌
- (흰쥐에서 배측 봉선핵의 전기자극이 췌장의 외분비기능에 미치는 영향- 서상원(Suh, Sang-Won) , 박형진(Park, Hyoung-Jin) , 대한생리학회지 제24권 제2호 , 403~411쪽, 전체 9쪽) http://www.kjpp.net/journal/list.html?sort=Publisher_date+desc&scale=10&book=Journal&aut_box=Y&sub_box=Y&pub_box=Y&key=all&key_word= 보관됨 2020-06-26 - 웨이백 머신
- (고영완, 전용욱, 서충진. (2013). 트레드밀 달리기가 당뇨병 쥐의 복측 중뇌수도관주위 회색질과 거대봉선핵의 c-Fos 발현에 미치는 영향. 한국체육과학회지, 22(6), 1183-1194.) http://www.dbpia.co.kr/Journal/articleDetail?nodeId=NODE02340930
- (Histaminergic descending inputs to the mesopontine tegmentum and their role in the control of cortical activation and wakefulness in the cat , JS Lin, Y Hou, K Sakai and M Jouvet - Journal of Neuroscience 15 February 1996, 16 (4) 1523-1537; DOI: https://doi.org/10.1523/JNEUROSCI.16-04-01523.1996) https://www.jneurosci.org/content/16/4/1523
- (Robbins, T. W., & Everitt, B. J. (1995). Arousal systems and attention. In M. S. Gazzaniga (Ed.), The cognitive neurosciences (p. 703–720). The MIT Press.)https://psycnet.apa.org/record/1994-98810-044
- (Sleep. 1995 Jul;18(6):478-500. Magnocellular Nuclei of the Basal Forebrain: Substrates of Sleep and Arousal Regulation

R Szymusiak ,PMID: 7481420 DOI: 10.1093/sleep/18.6.478)https://pubmed.ncbi.nlm.nih.gov/7481420/